# Caos y fractales
La Teoría del Caos surgió cuando Edward Lorenz dio a conocer en 1963 un modelo climático que, por su comportamiento, atrajo la atención de muchos físicos, aunque se basaba en trabajos anteriores, como los de Julia, Poincaré o Lyapunov. Junto a la mecánica cuántica y a la teoría de la relatividad, se considera la tercera gran teoría del siglo XX. Algunos la consideran como la ciencia de la totalidad, ya que consideran determinismo e indeterminismo como uno solo.
La Teoría del Caos ha tenido gran relevancia en muchos campos científicos actuales como la medicina, la biología, la ingeniería, la economía y otras.
En el campo de la medicina se pueden encontrar varias estructuras fractales: redes neuronales, disposición espacial de las glándulas, etcétera.
Dentro de la Ingeniería la teoría del Caos se entiende como una herramienta de análisis, que ha permitido afrontar problemas que hasta hace poco era imposible abordar como, por ejemplo, responder a las siguientes cuestiones:
- Las leyes de propagación de una fractura
- Las averías de máquinas
- Por qué las nubes de humo de dos cigarrillos, de la misma marca, encendidos a la vez, no se parecen en nada tras un breve período

En la Teoría del Caos un sistema dinámico puede referirse a la bolsa de valores para un economista o al corazón humano para un médico, y algunos científicos consideran la teoría fractal como una herramienta necesaria para estudiar sistemas dinámicos como los mencionados anteriormente u otros que suceden en la naturaleza.
El atractor es uno de los conceptos fundamentales del Caos, que se utiliza para representar la evolución en un sistema dinámico. Este tipo de representación ya había sido usado por Henri Poincaré. Dentro de los atractores aparece un tipo denominado atractores extraños.

## Introducción al mundo fractal

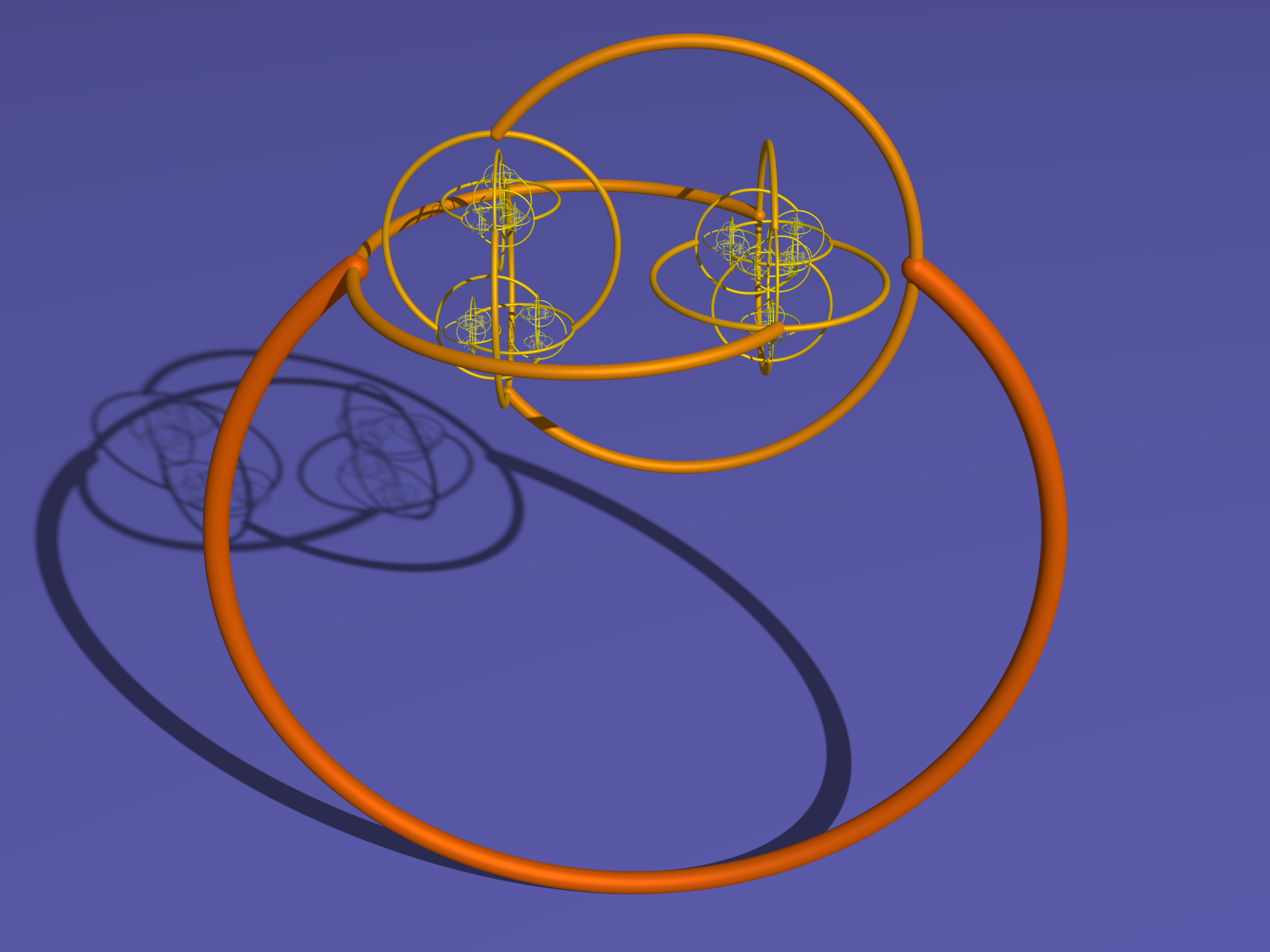
Esfera cornuda de Alexander.

Hausdorff planteó la idea de que los objetos tuviesen más de dos dimensiones pero menos que tres, lo cual dio origen al término "dimensión fractal". A partir de ese momento se intentó demostrar que dichos objetos puedan darse en la realidad. Otra definición de fractal es la que da Benoît Mandelbrot, quien considera fractal a aquellos objetos con tamaño y orientación variables y que en cada instante tienen un aspecto similar al anterior.
La dimensión fractal se puede calcular de diferentes formas. Una es el exponente de Hurst: muchas estructuras en la naturaleza poseen la característica de partir de dos dimensiones y acabar en una dimensión fraccional entre 2 y 3. Estos objetos se pueden representar mediante gráficos, en los cuales es posible medir su dimensión fractal. La relación que existe entre los fractales y el caos es que aquellos son la manera de representarlo gráficamente.

## Características de los fractales
Un objeto fractal debería tener al menos una de las siguientes características:
- Existe similitud entre detalles a gran escala y a pequeña escala
- No se puede representar por medio de la geometría clásica
- Su dimensión es fraccionaria, es decir, no es entera
- Se puede definir recursivamente

Los fractales son figuras geométricas que no se pueden definir a través de la geometría clásica. Aunque el ser humano tiende a abstraer las figuras de los objetos a esferas, cuadrados, cubos, etcétera, la mayoría de las figuras que se encuentran en la naturaleza son de geometría fractal.
Una de las características más significativa de los fractales es que surgen a partir de acciones muy básicas, como el Conjunto de Cantor, que inicialmente parte de una recta y a partir de reglas muy básicas se convierte en una estructura compleja.
Otra de las características de los fractales es la autosimilitud: cuando se cambia de escala en la representación de algún fractal la imagen que resulta es de gran similitud a la imagen de origen. Por tanto, se puede decir que los fractales son autorecurrentes. Ejemplos de fractales con esta característica son el Copo de nieve de Koch o los Conjunto de Julia.
Una de las preguntas más complejas sobre los fractales es cuál es su tamaño. Si se toma como ejemplo el copo de nieve de Koch, es posible afirmar que su dimensión no es exacta y que, por tanto, no se puede usar la geometría euclidiana para calcularla.

## Cálculo de dimensiones fractales
En la sección anterior, hemos concluido como que la dimensión fractal es la que no se puede calcular a partir de la geometría de Euclides.
- La dimensión 0 es el punto
- La dimensión 1 es la línea

A continuación se explicará cómo podemos cuantificar el espacio definido por un fractal, para demostrar así que no se trata únicamente  de un modelo teórico.
Si nos basamos en un objeto fractal con una dimensión entre 1 y 2, su longitud va a depender de la longitud de la regla con la que la calculemos. Cuanto más pequeña sea la unidad de medida más exacto será el resultado.
Si tenemos un espacio métrico (X, d), donde A es un subconjunto compacto no vacío de X, tomamos {\displaystyle B(x,\epsilon )}, donde {\displaystyle \epsilon >0}, como esferas de radio {\displaystyle \epsilon } y centro en el punto {\displaystyle x}.
Queremos calcular el menor número de esferas cerradas de radio y necesarias para cubrir el conjunto A, denotado por {\displaystyle N(A,\epsilon )}. 
- {\displaystyle N(A,\epsilon )}: es el menor número entero tal que:

{\displaystyle A\subset U_{n=1}^{M}B(x_{n},\epsilon )}

donde  xn  es un conjunto de puntos distintos {xn; 1, 2, 3,…,N}.
Para demostrar si existe este número, cubrimos el conjunto A mediante conjuntos abiertos, rodeando todos los puntos x que pertenecen a A con una esfera abierta de radio ε. Como A es un conjunto compacto, esta cubierta tiene una subcubierta finita M’, y cerrando las esferas obtendríamos una cubierta de esferas cerradas M’.
Llamamos C al conjunto de todas las cubiertas de A que tienen como máximo M’ esferas cerradas de radio ε. 
Por tanto, definimos f (c) como el número de esferas de la cubierta de c que pertenece a C:

{\displaystyle f:C\to \{1,2,3,\ldots ,M'\}}

Por tanto, {\displaystyle f(c)} es un conjunto de números enteros positivos y este conjunto contiene un número menor, N (A,ε).  
El conjunto A tendrá dimensión fractal {\displaystyle DN(A,\epsilon )\approx C_{e}^{-D}} donde   {\displaystyle f(\epsilon )\approx g(\epsilon )} significa: 

{\displaystyle \lim _{\epsilon \to 0}(\ln(f(\epsilon ))/\ln(g(\epsilon )))=1}

Despejando {\displaystyle D}, se obtiene:

{\displaystyle D\approx {\frac {\ln(N,\epsilon )-\ln C}{\ln 1/\epsilon }}}

El término "{\displaystyle \ln C}", según la definición de más arriba C, es el conjunto de todas las cubiertas de A que tienen como máximo M’ esferas cerradas de radio {\displaystyle \epsilon }. 
Cuando {\displaystyle \epsilon } tiende a 0, el término {\displaystyle \ln C/\ln(1/\epsilon )} también tiende a 0, esto nos conduce a la siguiente:

### Definición
- Sea A un subconjunto de {\displaystyle X} donde {\displaystyle (X,d)} es un espacio métrico. Y sea   {\displaystyle N(A,\epsilon )} el menor número de esfera cerradas de radio {\displaystyle \epsilon >0} necesarias para cubrir el conjunto A.
- se dice que {\displaystyle D} es la dimensión fractal de A, si  existe:

{\displaystyle D=\lim _{\epsilon \to 0}\left[{\frac {\ln(N,\epsilon )}{\ln 1/\epsilon }}\right]}

Técnicamente la dimensión anterior se conoce como dimensión de Minkowski-Bouligand y es solo una de las posibles medidas fractales que se pueden definir.
- También se escribe como {\displaystyle D=D(A)} y se lee "{\displaystyle A} tiene dimensión fractal {\displaystyle D}"

## Ejemplos de cálculo
En este apartado se pretende calcular las dimensiones de algunos de los fractales más conocidos. 

### Dimensión fractal del conjunto de Cantor
Para construir el conjunto de Cantor se puede empezar por el objeto básico de una línea. A partir de ésta y siguiendo una serie de reglas básicas obtenemos el conjunto del Cantor. Estas reglas básicas son ir dividiendo la línea en tres partes iguales y una vez hecho esto se quita la parte central de la misma, Estas reglas se deberían  aplicar en un número infinito de iteraciones.  De la tabla expuesta anteriormente tenemos que tener en cuenta que {\displaystyle K} es el número de iteraciones necesarias, {\displaystyle E} el tamaño del objeto de medida, y {\displaystyle N} el número de veces que usamos {\displaystyle E}.
Para el cálculo de las dimensiones se realizarían los siguientes cálculos:

{\displaystyle D=\lim _{E\to 0}{\frac {\log 2^{k}}{\log 3^{k}}}=\lim _{E\to 0}{\frac {k\log 2}{k\log 3}}=\lim _{E\to 0}{\frac {\log 2}{\log 3}}}

La solución  sería por tanto {\displaystyle d=0,6309}, que, como se puede observar la dimensión obtenida para este fractal es mayor que 0 y menor que 1.

### Dimensión fractal delCopo de nieve de Koch
A partir de la siguiente fórmula se deduce la dimensión para este fractal.

{\displaystyle D=\lim _{E\to 0}{\frac {\log 4^{k}}{\log 3^{k}}}=\lim _{E\to 0}{\frac {k\log 4}{k\log 3}}=\lim _{E\to 0}{\frac {\log 4}{\log 3}}}

La solución sería por tanto: d = 1,2618.

### Dimensión fractal delConjunto de Mandelbrot
Para la mayoría de científicos actuales el fractal más conocido y más importante es este y para todos ellos se trata sin duda del objeto con mayor complejidad. Resulta asombroso observar su complejidad infinita, que es en cierta forma indescriptible. Para este fractal no importa el número de veces que aumentemos la escala ni el número de veces que hagamos zoom porque siempre seguirá apareciendo figuras de complejidad infinita.
Además de esta infinita complejidad existe otro aspecto de gran curiosidad y es que este fractal se puede obtener a partir de un sencillo programa informático, es decir que la infinita complejidad surge de algo bastante sencillo. Los precedentes del conjunto de mandelbrot son las investigaciones realizadas durante la I Guerra Mundial por Pierre Fatou y Gaston Julia, como resultado de estas investigaciones se obtuvo el Conjunto de Julia. 
Posteriormente Mandelbrot a partir de un proceso bastante complicado consiguió componer una figura constituida por todos los conjuntos de Julia mediante una serie de funciones trigonométricas. En conclusión, el conjunto de Mandelbrot se obtiene a partir de números complejos que cumplen una determinada propiedad. Para cada número complejo se tiene que cumplir que sea igual a la raíz de menos uno, de la forma siguiente: 2 + 3i. Y para comenzar se toma un número aleatorio P y se calcula su cuadrado, a este número obtenido se suma P y entonces se vuelve a elevar al cuadrado y así se continúa infinitamente con dicho proceso: z = {\displaystyle z^{2}} + P.

## Atractores extraños
Un atractor extraño es una imagen en el espacio de fases de algún sistema caótico concreto. El Atractor de Lorenz fue el primer atractor extraño.

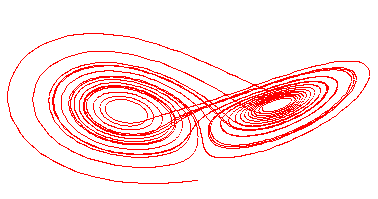
Atractor de Lorenz.

Edward Lorenz por el año 1963 investigaba el hecho de que fuese imposible predecir los fenómenos meteorológicos a largo plazo. Creó un modelo matemático para poder simularlo por ordenador. Este modelo se basaba inicialmente en la convección de fluidos y la no linealidad.
Así descubrió una de las propiedades más importantes de los sistemas caóticos, la dependencia de las condiciones iniciales. Si partimos de dos puntos del espacio de fases, las trayectorias correspondientes a estos dos puntos son diferentes aunque los puntos estén muy próximos. Los puntos serían los conjuntos de condiciones iniciales, y las trayectorias la diferente evolución del sistema dependiendo del punto de partida. 
Como no se pueden medir de forma precisa las condiciones iniciales de un sistema, es imposible predecir a largo plazo el comportamiento del sistema, si éste depende de las condiciones iniciales.
Lorenz en su modelo meteorológico comprobó que mínimas variaciones en las entradas se convertían, en poco tiempo, en grandes variaciones en la salida. A esto se lo denomina efecto mariposa. Este efecto se suele explicitar con la siguiente frase: “Si hoy, una mariposa agita sus alas en Pekín, puede cambiar el tiempo de Nueva York el mes que viene”.
Posteriormente al de Lorenz se han realizado importantes estudios matemáticos sobre los atractores extraños y sus propiedades, como la forma de estudiarlos o de medirlos.

## Aplicaciones
Los sistemas fractales se pueden aplicar en diversos campos, a continuación vamos a numerar las más interesantes:
Si nos centramos en las matemáticas, física..., se utilizan para estudiar los resultados de resolver ecuaciones de grado superior a dos.
Los sistemas fractales también se aplican en la sismología, pero donde más se utilizan los sistemas fractales es el tratamiento y manipulación de imágenes. De hecho la aplicación de estos sistemas provocó toda una revolución en este campo.
El precursor en este campo fue Michael Barnsley con su transformada fractal, que podemos definir como la inversa de la formación fractal. En vez de crear la figura partiendo de las reglas, intenta determinar las reglas a partir de la figura.
Los fractales se aplican actualmente por ejemplo como compresores de imágenes digitales. También se utilizan en el cine para crear efectos especiales, ya que a partir de los fractales se pueden crear fácilmente fondos y paisajes de todo tipo. Por ejemplo, utilizando un determinado programa informático se puede crear, partiendo de un esquema, un complejo árbol.
En el campo de la música también se utilizan los procedimientos fractales, como por ejemplo para crear el ritmo que se utiliza como base de cualquier tipo de música.
La biología se ha visto muy influenciada por la revolución de los fractales, ya que en el cuerpo humano se pueden encontrar muchos ejemplos de sistemas fractales, como la red vascular o la red neuronal. De un cuerpo sanguíneo salen vasos menores y de éstos, otros mucho menores hasta llegar a los capilares. Así vemos que en el campo de la genética que actualmente tiene mucha importancia podemos encontrar muchísimas similitudes con los fractales, ya que en ambos, a partir de información simple, surgen estructuras complejas.